# 잔나비붓
잔나비붓(포르투갈어: pincel-de-macaco, 학명: Duckeodendron cestroides 두케오덴드론 케스트로이데스[*])은 가지과의 단형 아과인 잔나비붓아과(----亞科, 학명: Duckeodendroideae 두케오덴드로이데아이[*])의 단형 속인 잔나비붓속(----屬, 학명: Duckeodendron 두케오덴드론[*])에 속하는 유일한 종이다. 브라질 북부에 분포한다.